# Actia schineri
Actia schineri là một loài ruồi trong họ Tachinidae.